# كأس فنزويلا 2007–08
كأس فنزويلا 2007–08 (بالإسبانية: Copa Venezuela 2007)‏ هو موسم من كأس فنزويلا. فاز فيه Aragua F.C. ‏.